# Irina Mirochnitchenko
Irina Petrovna Mirochnitchenko (en russe : Иpина Пeтpoвна Миpoшничeнкo), née à Barnaoul le 24 juillet 1942 (kraï de l'Altaï, URSS) en Sibérie et morte le 3 août 2023 à Moscou, est une actrice de théâtre et de cinéma et une chanteuse populaire, soviétique puis russe. Elle est nommée artiste de la RSFSR en 1988.

## Biographie

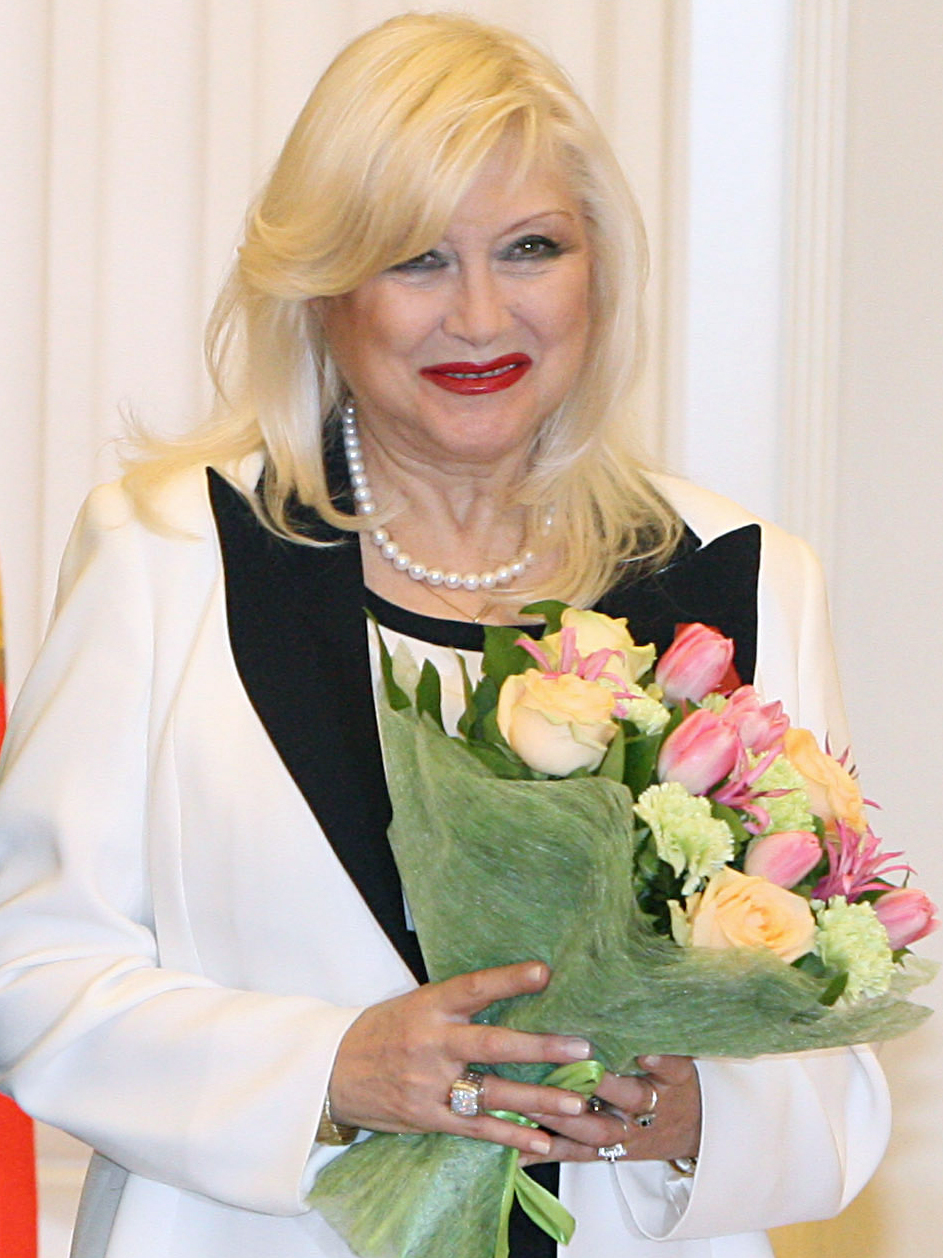
Irina Mirochnitchenko en 2008.

En 1961, Irina Mirochnitchenko entre à l'École-studio du Théâtre d'Art académique de Moscou où elle suit les cours de Vassili Petrovitch Markov.

## Distinctions
- Ordre de l'Insigne d'honneur : 1971
- Ordre de l'Honneur : 1998
- Ordre du Mérite pour la Patrie : 2008
- Ordre de l'Amitié : 2015

## Filmographie sélective
- 1955 : La Cigale de Samson Samsonov
- 1969 : Andreï Roublev d'Andreï Tarkovski : Marie-Madeleine
- 1970 : Oncle Vania d'Andreï Kontchalovski : Éléna Andréïevna Sérébriakova
- 1978 : Je m'balade dans Moscou de Gueorgui Danielia : la sœur de Kolia

## Doublage
- 1986 : À la recherche du capitaine Grant (В поисках капитана Гранта) de Stanislav Govoroukhine : Marko Vovtchok (Marina Vlady)